# Decke (Saiteninstrument)

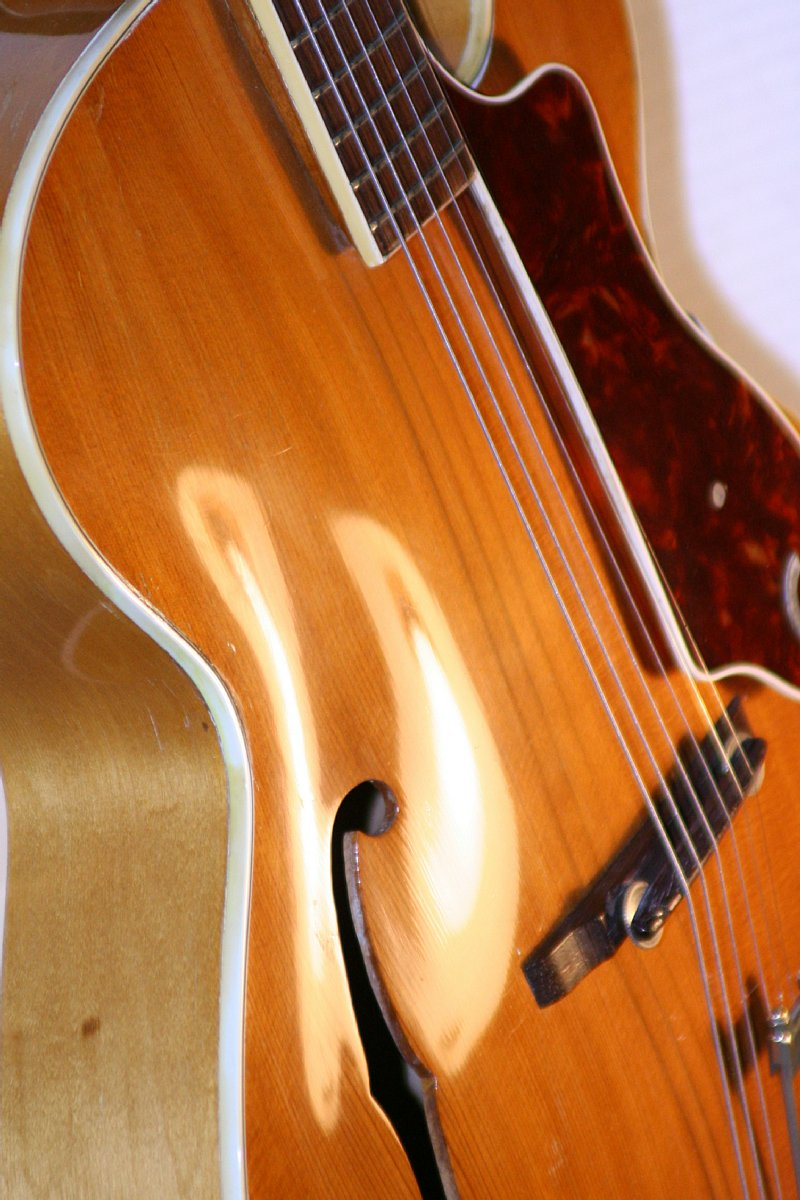
Die gewölbte Decke (arched top) einer akustischen Schlaggitarre mit Schallloch in f-Form

Die Decke ist ein Bauteil von Streichinstrumenten, von Zupfinstrumenten aus der Lautenfamilie sowie von Harfen. Als Decke wird die separat angefertigte Oberseite des Korpus bezeichnet, die auf den Zargen aufliegt oder bei Instrumenten mit massivem Korpus (Solidbody) flach auf diesem liegt und ganzflächig verleimt ist. Bei Instrumenten, bei denen ein stark gewölbter Boden die Zargen ersetzt, liegt die Decke direkt auf den hochgewölbten Kanten des Korpusbodens auf. Dies gilt für die meisten modernen Harfen und für Schalenhalslauten (zum Beispiel Neapolitanische Mandoline, arabische Oud und indische Sitar) sowie für einige Akustikgitarren, etwa bestimmten Instrumenten des Herstellers Ovation.
Besonders bei akustischen Instrumenten mit Resonanzkörper haben Material und Form der Decke großen Einfluss auf den Instrumentenklang, da die Decke einerseits die Schwingungen der Saiten über den Steg aufnehmen muss, andererseits das Schwingungsverhalten der Saiten aber auch möglichst wenig beeinträchtigen soll. Bei Instrumenten mit Resonanzkörper trägt die Decke außer dem Steg in der Regel eines oder mehrere Schalllöcher. Bei Streichinstrumenten europäischen Ursprungs haben diese traditionell eine F- oder C-Form (siehe auch F-Loch) und liegen zu beiden Seiten des Stegs; bei Lauten, Konzertgitarren und Konzertmandolinen ist ein einzelnes, rund oder elliptisch geformtes Schallloch unmittelbar unter den Saiten am weitesten verbreitet.

## Bauformen

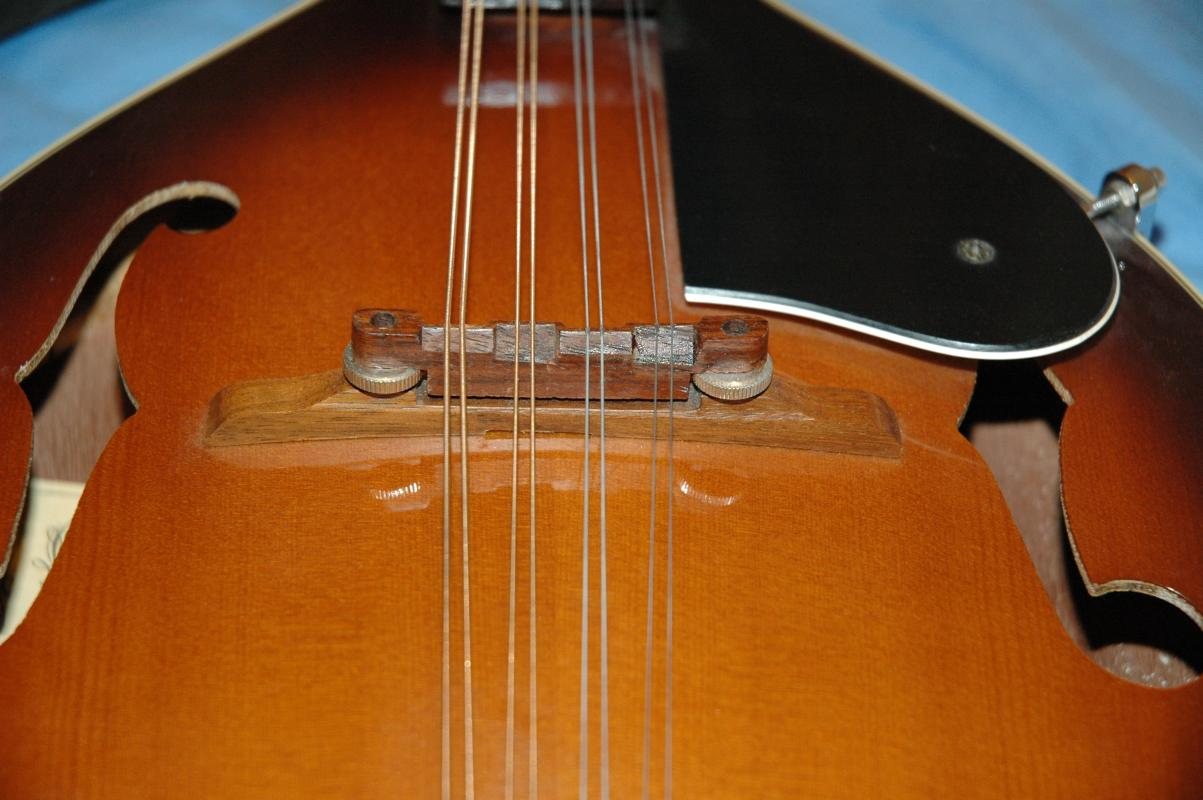
Die gewölbte Decke einer Mandoline mit Steg und f-Löchern

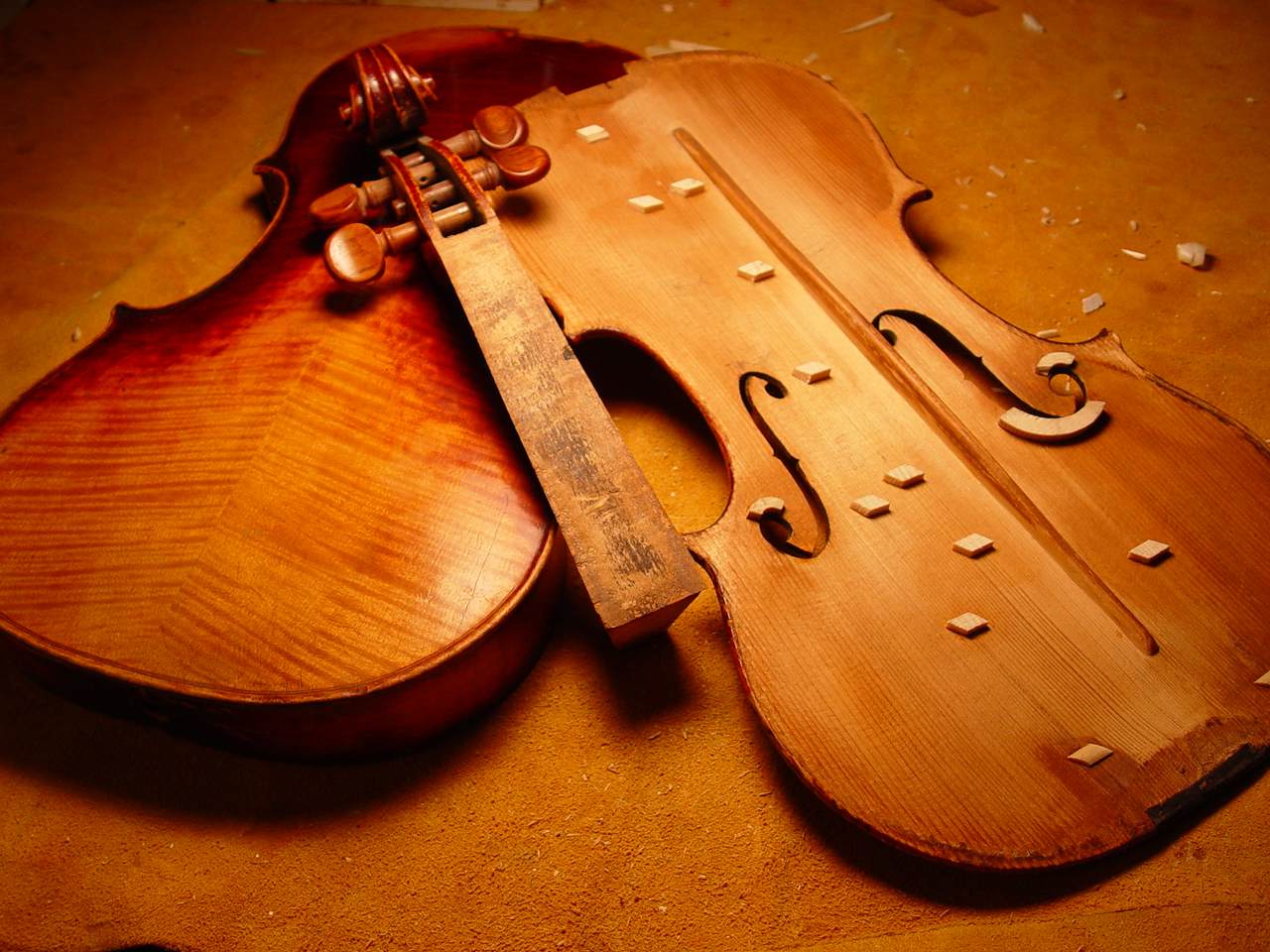
Die Bauteile einer in Restaurierung befindlichen Violine. Rechts im Bild die Decke des Instruments, Innenseite nach oben zeigend

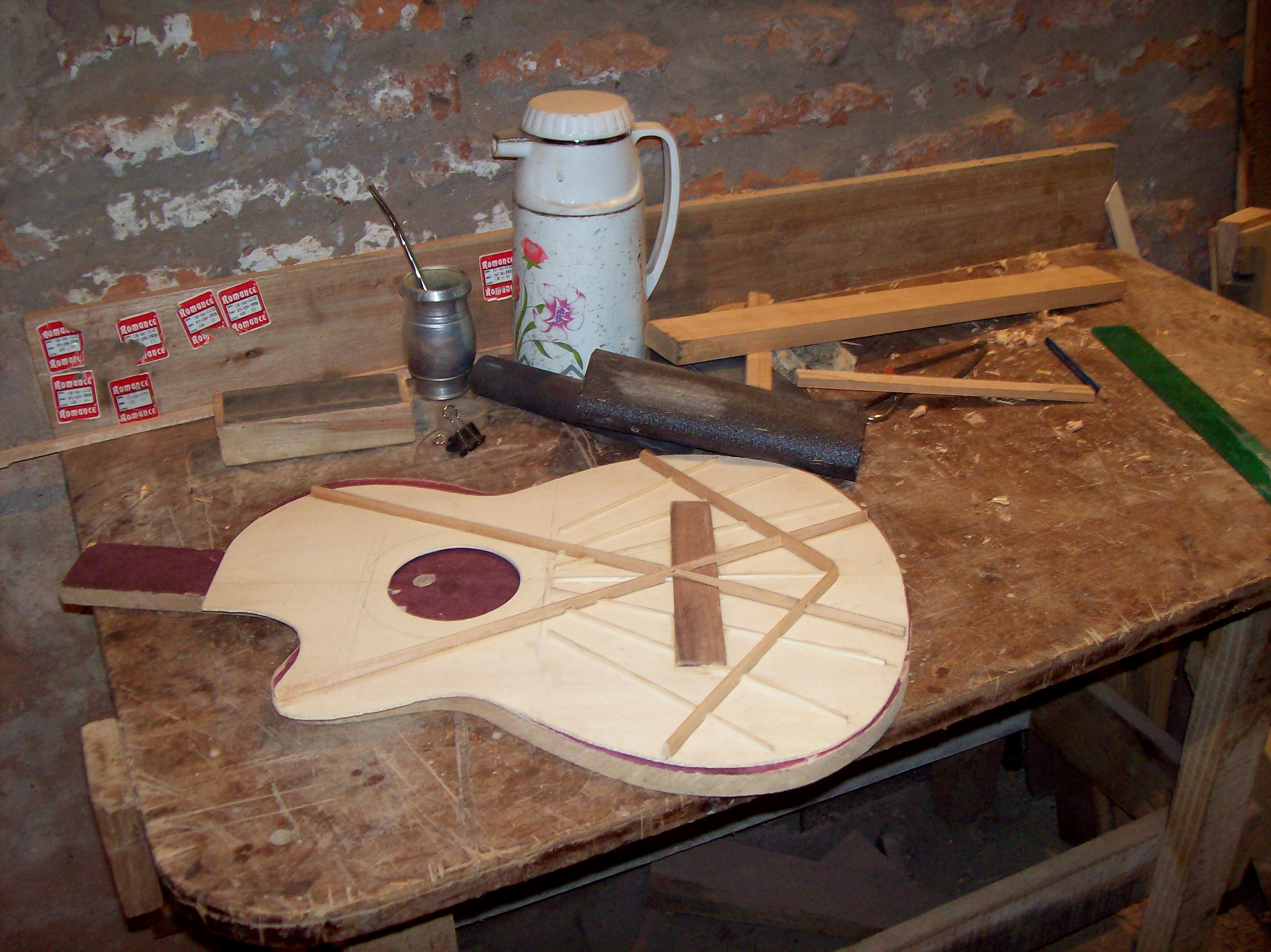
Die Decke einer Akustikgitarre mit Holzstreben (Bracing) auf der Innenseite – hier in einer Gitarrenbauer-Werkstatt

Bei Instrumentendecken gibt es verschiedene Formen und Herstellungsverfahren, die von Instrumentenbauern teilweise seit Jahrhunderten fast unverändert angewendet werden. Grundsätzlich lassen sich zwei verschiedene Bauformen von Instrumentendecken unterscheiden: flache Decken (englisch: Flat Top), die unter anderem bei Akustikgitarren, Lauten, Balalaikas sowie bei den meisten Typen von Mandolinen verwendet werden, sowie gewölbte Decken (Archtop), die typisch für die meisten Instrumente aus der Familie der Violinen sind, die aber auch bei akustischen und elektrisch verstärkten Gitarren sowie bei einigen Mandolinen zum Einsatz kommen.

### Flache Decken
Flache Instrumentendecken bestehen meist aus einem Werkstück, das entweder aus Sperrholz, bei hochwertigen Instrumenten aber auch aus einem bis zwei Stücken massiven Holzes ausgesägt wird. Massivholzdecken wird generell eine bessere Klangformung zugeschrieben. Ein weit verbreitetes Klangholz bei flachen Decken ist Fichtenholz; bei einigen Instrumenten wird auch Zedernholz verwendet. Je nach Größe der Instrumente sind flache Decken auf der Innenseite in der Regel mit aufgeleimten Holzstreben oder -leisten verstärkt (engl.: Bracing), deren Materialstärke, Zahl und Anordnung großen Einfluss auf den Klang der Instrumente hat. Eine besondere Form ist die bei Akustikgitarren mit Stahlsaiten angewendete Beleistung in Kreuzform (X-Bracing). Bei Akustikgitarren wurde diese Technik erstmals um das Jahr 1850 vom US-Gitarrenhersteller C. F. Martin angewendet. Weitere Formen des Bracings sind verschieden fächerartig angeordnete und parallele Beleistungen.

### Gewölbte Decken
Die traditionelle Herstellungsweise für gewölbte Instrumentendecken ist das Schnitzen des Bauteils aus einem oder zwei Stücken Holz (englisch: carved top). Auch hierbei wird aufgrund seiner Resonanzeigenschaften häufig Fichtenholz als Deckenmaterial verwendet. Die aufwendigste Methode ist das Schnitzen von Hand; seit Jahren kommen für diesen anspruchsvollen Herstellungsschritt jedoch computergesteuerte CNC-Fräsen zum Einsatz, die mit höchster Präzision arbeiten. Geschnitzte Decken weisen meistens in der Mitte eine größere Materialstärke auf als an ihren Rändern („graduierte“ Decken). Eine weniger aufwendige und weitaus kostengünstigere Methode als das Schnitzen ist das Pressen von massivem oder laminiertem Holz (zum Beispiel Sperrholz) in die gewölbte Form. Bei Gitarren und Mandolinen wurden gewölbte Decken nach dem Vorbild von Streichinstrumenten erstmals zu Beginn des 20. Jahrhunderts angeregt durch Orville H. Gibson (1856–1918), Gründer der Firma The Gibson Mandolin Guitar Company eingesetzt. Gibson verwendete das von Streichinstrumenten übernommene Konstruktionsprinzip auch bei den Korpusböden seiner Musikinstrumente.

### Decken bei Instrumenten mit massivem Korpus
Auch bei Solidbody-E-Gitarren und -E-Bässen hat das Material einer separat auf den Korpus aufgesetzten Decke Einfluss auf die Klangformung; jedoch spielt bei vielen dieser Instrumente auch der dekorative Charakter der für die Decke verwendeten Hölzer eine große Rolle. Dabei kommen häufig Hölzer mit besonders auffälliger und gleichmäßiger Maserung zum Einsatz, die oftmals durch eine hochwertige transparente oder halbtransparente Lackierung noch hervorgehoben werden soll. Die erste Solidbody-E-Gitarre, die mit einer separat angefertigten und gewölbten Decke versehen wurde, ist die 1952 eingeführte Gibson Les Paul.

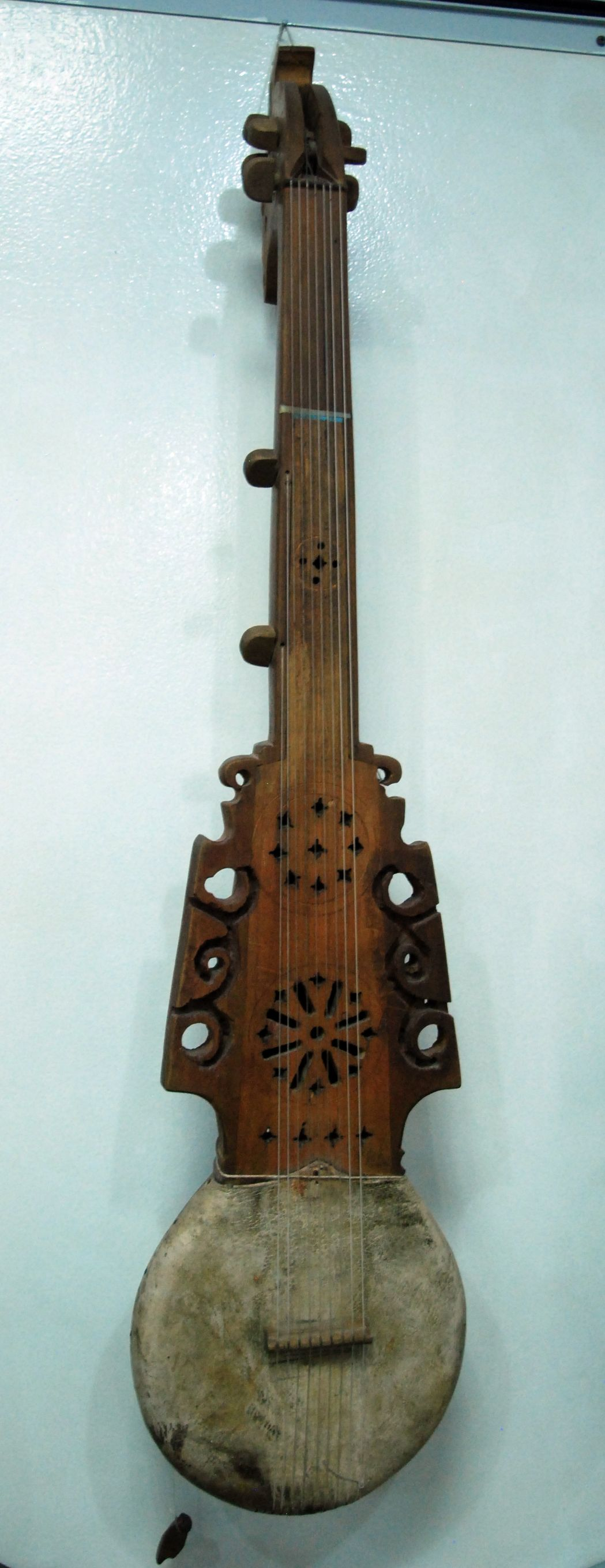
Neunsaitige Pamiri-rubab aus Berg-Badachschan mit einer Decke aus Holz im oberen und einer Decke aus Ziegenhaut im unteren Bereich

### Hautdecken
Bei zahlreichen gezupften und gestrichenen Lauteninstrumenten besteht die Decke aus einer getrockneten, ungegerbten Tierhaut. Bei der indischen Zupflaute sarod ist der Korpus zur Gänze mit Ziegenhaut bespannt; ebenso bei ihrem Vorbild, der afghanischen rubab. Der Korpus der gezupften Langhalslauten dran-nye in Tibet und arbajo in Nepal ist zweigeteilt. Die Decke des unteren Teils besteht aus Tierhaut und des oberen aus Holz. Zweigeteilt ist auch der Korpus der Streichinstrumente sarinda in Indien und ghichak in Zentralasien, bei denen der untere Teil des Korpus eine Hautdecke besitzt und der obere Teil offen ist. Die indische sarangi ist mit Pergament aus Ziegenhaut überdeckt. Die persische tar und die japanische shamisen, beides Langhalslauten, haben ebenso Decken aus Tierhäuten.
In Afrika lassen sich mehrere Arten von Stiellauten unterscheiden, die alle mit Tierhäuten bespannt sind. In Westafrika sind dies gezupfte Binnenspießlauten vom Typ der ngoni. Sie entsprechen der in der westlichen Sahara vorkommenden tidinit, tahardent und keleli. Von einer besonderen westafrikanischen Spießlaute mit rundem Kalebassenkorpus stammt das amerikanische Banjo ab. Beispiele für die vielen einsaitigen Streichinstrumente sind die Tuareg-Spießlaute imzad und die goge der Hausa. Entsprechend verbreitet sind in Ostafrika die Röhrenspießgeigen, die wie die ugandische endingidi einseitig mit Tierhaut bespannt sind. Ihr chinesisches Vorbild ist die erhu. Verwendet werden allgemein die Häute von Kühen, Schafen, jungen Ziegen, Echsen- und Schlangenarten. Zu den mit Haut bespannten kastenförmigen Binnenspießlauten gehören die gezupfte marokkanische gimbri, auf deren Hautdecke der Musiker auch mit der Hand trommelt. Die äthiopische Fiedel masinko gehört zu den Kastenspießlauten wie die marokkanische ribab, deren aus einem Holzrahmen bestehender Korpus beidseitig mit Haut bespannt ist.
Alle Formen altindischer Bogenharfen besaßen vermutlich spätestens seit der Zeitenwende eine über den Korpus gespannte Hautdecke, unterhalb welcher die Saiten an einer Holzleiste befestigt wurden. Bis zum 12. Jahrhundert waren die Harfen aus Indien verschwunden, die einzige verbliebene asiatische Harfe ist die burmesische saung gauk, deren Hautdecke auf indische Vorbilder zurückgeht. Saitenträgerleisten unter Hautdecken gab es auch bei altägyptischen Harfen. Hautdecken besitzen die heute noch gespielten afrikanischen Bogenharfen, zu denen in ihrem Verbreitungsschwerpunkt im Osten des Kontinents die ennanga und adungu in Uganda, die kundi im Nordosten des Kongo und in Mauretanien die ardin gehören. Erst bei den mittelalterlichen europäischen Harfen wurde die Membran durch eine Holzdecke ersetzt, unter der weiterhin eine Holzleiste zur Befestigung der Saiten verläuft.

### Besondere Bauformen
Bei einigen Zupfinstrumenten mit Resonanzkörper sind die Decken ganz oder teilweise aus anderen Materialien als Holz gefertigt: Bei einigen Resonatorgitarren besteht die Decke (oder sogar der gesamte Hohlkorpus) mit den namengebenden, darin eingelassenen Resonatoren aus Metall, was dem Instrument einen lauteren Klang verleihen soll.